# ندا هيزل كلارك
ندا هيزل كلارك (بالإنجليزية: Nada Hazel Clark)‏ هي نقابية نيوزيلندية، ولدت في 10 أكتوبر 1922، وتوفيت في 4 أغسطس 1964.